# 성주간 목요일

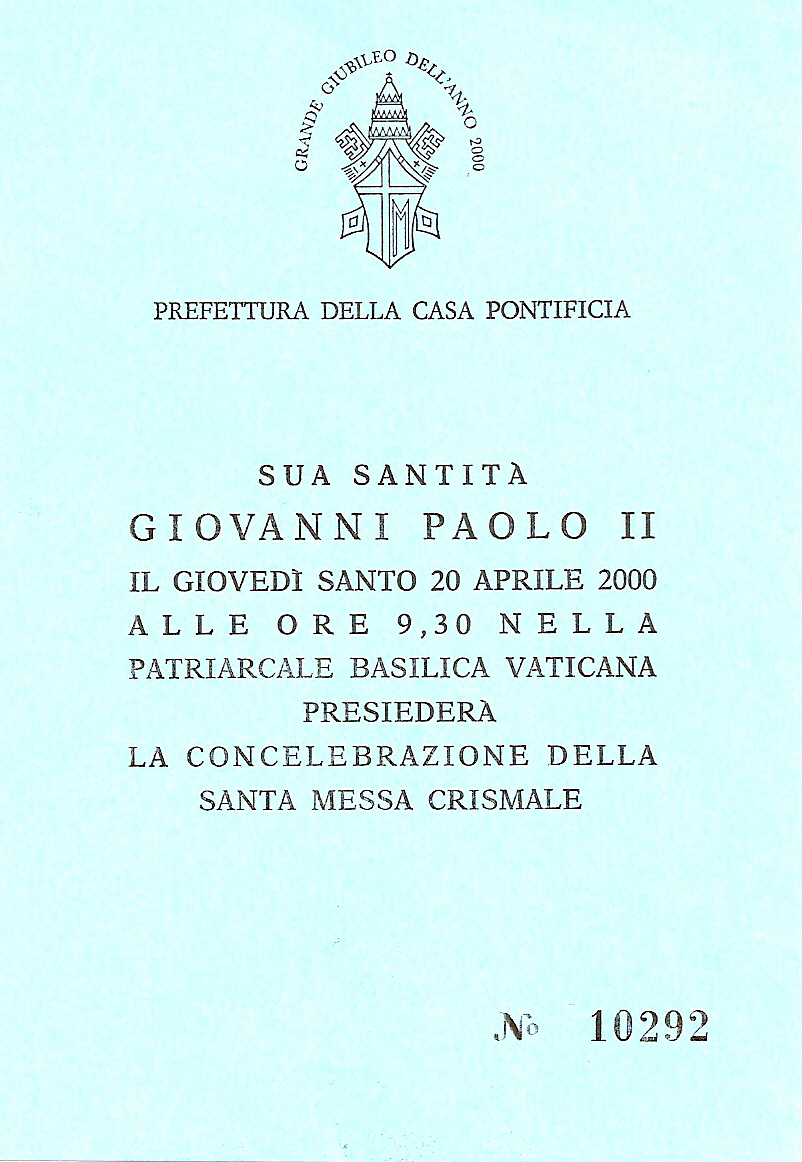
교황 요한 바오로 2세가 집전하는 성유 축성 미사 초대장.

성주간 목요일(FERIA V HEBDOMADAE SANCTAE)은 주일부터 계산하면 성주간의 다섯째 날이며, 이 날은 성유 축성 미사를 거행한다. 파스카 성삼일에 속하는 저녁 시간 이후는 제외된다.
여기에서 주의할 것은, 성주간 목요일은 성유 축성 미사를 거행하는 오전을 가리키는 명칭이고, 성목요일은 파스카 성삼일에 속하는 주님 만찬 미사를 가리키는 명칭이다.
이는 파스카 성삼일을 더욱 분명하게 드러나게 하려는 것이다.

## 비교 하기
- 성목요일

## 같이 보기
- 성주간
- 파스카 성삼일